# Étienne Jourdan (artiste)
Pour les articles homonymes, voir Étienne Jourdan.
Pierre Jean Étienne Jourdan, né à Paris le 15 mars 1781,, et mort à Paris (11e) le 9 mars 1847, est un dramaturge, graveur et chansonnier français.

## Biographie
Graveur, membre du Caveau moderne, il est l'auteur de quelques pièces jouées au Théâtre de l'Ambigu-Comique, au Théâtre du Vaudeville et au Théâtre de la Gaîté ainsi que d'un recueil de chansons dont la plus connue est La Goguette. Certains de ses couplets, publiés dans la presse parisienne, ont été de célèbres diatribes politiques.

## Œuvres
- Le Boghey renversé, ou Un point de vue de Longchamp, croquis en vaudevilles, avec Emmanuel Théaulon et Armand d'Artois, 1813
- La Cocarde blanche, comédie en 1 acte et en prose, 1814
- Artiste et Artisan, ou les Deux Expositions, comédie-vaudeville en 1 acte, avec Ferdinand de Laboullaye, 1834
- Le Barde, recueil de chansons, 1836
- L'Ouverture sans prologue, prologue d'ouverture en 1 acte, mêlé de vaudevilles, avec de Laboullaye, 1838